# Minenräumung

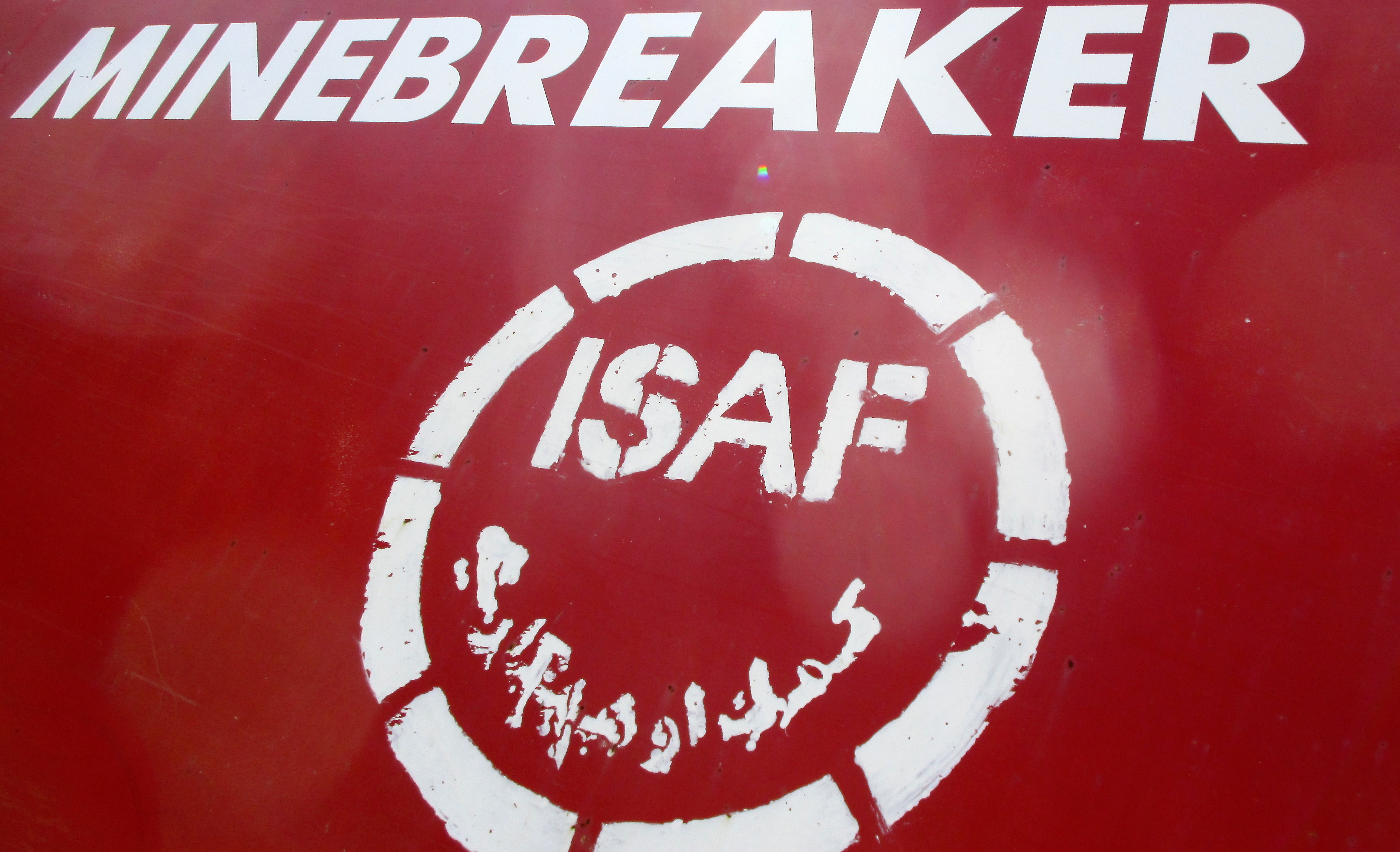
Minebreaker-Panzerfahrzeug – ISAF – Militärhistorisches Museum Dresden

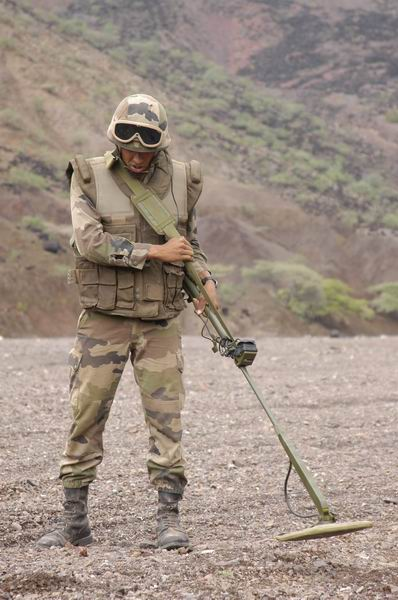
Minensuchender Soldat der Fremdenlegion in Dschibuti, 2005

Als Minenräumung (seltener Entminung) wird der Vorgang bezeichnet, Land- oder Seeminen von einem Gebiet zu entfernen. Grundsätzlich werden zwei Methoden unterschieden. Zum einen die Entfernung in Friedenszeiten (ziviles Minenräumen), zum anderen die Minensäuberung im Rahmen eines militärischen Einsatzes.

## Problematik
Die Verlegung von Minen ist relativ einfach und kostengünstig, ihre Räumung dagegen umso schwieriger und kostenintensiver. Im Landkrieg hinterlassen heute besonders asymmetrische Konflikte wie Bürgerkriege gefährliche Minenfelder, weil diese bei der Verlegung selten kartografiert werden, großflächig ungezielt eingesetzt werden und der Einsatz besonders oft in Arealen zivilen Lebens erfolgt.
Bei der Verlegung von Minen ist es üblich, verschiedene Minenarten zu mischen, damit z. B. Minenräumpanzer nicht gefahrlos in ein Feld von Anti-Personenminen fahren können und im Gegenzug menschliche Minenräumer nicht ungefährdet Panzerminen entschärfen können. Panzerminen mit Druckzünder werden durch das Gewicht eines Menschen normalerweise nicht ausgelöst, aber durch Sicherungsminen, Aufnahmesicherungen und Sprengfallen wird ihre Räumung dennoch erschwert.

## Militärisches Minenräumen

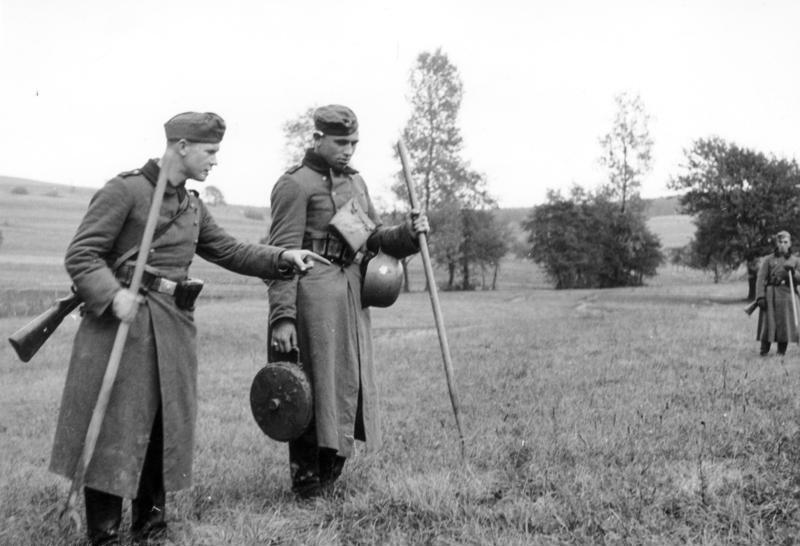
Pioniere der Wehrmacht bei der Ausbildung mit Minen (Bebelsheim 1939)

In der Kampfzone wird Minenräumung betrieben, um Minenfelder schnell zu durchbrechen, damit ein sicherer Pfad für die Truppen oder die Schiffe vorhanden ist. Geschwindigkeit ist in diesem Fall aus zwei Gründen von großer Bedeutung. Zum einen, aus taktischen Gründen, zum anderen besteht die Gefahr des feindlichen Beschusses beim Durchbrechen des Minenfeldes. Aufgrund des hohen Stellenwertes der Geschwindigkeit, wird es in Kauf genommen, dass die Räumung nicht ganz vollständig ist und eventuell noch einige unentdeckte Minen vorhanden sind. Damit wird auch das Risiko des Menschen- und Materialverlustes in Kauf genommen. Die Methoden der militärischen Minenräumung sind primär auf Effektivität ausgerichtet, Schäden im betroffenen Gebiet, z. B. durch Bodenabtragung sind zum Teil erheblich. Der Minenräumpanzer Keiler fräst z. B. eine Gasse mit 4,70 m Breite und 25 cm Tiefe durch das Gelände. Abseits dieser Gasse können sich weiterhin nicht ausgelöste Minen befinden, die weiterhin eine Gefahr darstellen.

## Ziviles Minenräumen
Die Minenräumung für die Zivilbevölkerung hat ein gänzlich anderes primäres Ziel als die militärische Minenräumung. In Zeiten des Friedens werden Minen in einem gründlichen und zeitaufwendigen Prozess entfernt, damit das Gebiet wieder normal benutzt werden kann. Es ist von großer Bedeutung, dass die Räumung in diesem Fall sehr gründlich ist. Selbst wenn nur wenige Minen unentdeckt bleiben, ist dies sehr gefährlich. Bewegen sich Menschen frei in einem Gebiet, da sie davon ausgehen, dass es minenfrei ist, können sie durch Detonationen verletzt oder gar getötet werden.
Der für zivile Minenräumung aus dem englischen fälschlich eingebürgerten Begriff „humanitäre Minenräumung“ wird zumeist eingeengt als manuelle Minenräumung „durch Menschen“ („by human“) missverstanden. Tatsächlich wird bei der zivilen Minenräumung weiterhin hauptsächlich das manuelle Räumen verwendet.
Speziell zur Verdachtsflächen-Reduzierung (englisch “area reduction”) werden aber auch mechanische Räumgeräte eingesetzt. Diese mechanischen Systeme eignen sich nur bedingt zum zivilen Minenräumen. Im motormechanischen Räumprozess werden oft nicht alle Minen unschädlich gemacht, sondern manche beschädigt in einem unsicheren Zustand hinterlassen. Der Einsatz in Wäldern, schwerem Gelände und bebautem Gebiet ist nicht möglich. Die meisten Systeme graben die oberste Erdschicht um. Dieses zerstört jegliche Infrastruktur (z. B. Straßen), wie auch vorhandene Vegetation.
Es wird geschätzt, dass eine Jahresleistung von einer Milliarde US-Dollar genug wäre, um die gesamte Welt zu entminen. Im Jahre 2000 wurden allerdings nur etwa 400 Millionen für diesen Zweck gestiftet. Es braucht ein bis zwei Millionen US$ um einen Quadratkilometer von Minen zu säubern. Oftmals ist die Minenräumung eine notwendige Bedingung, damit andere humanitäre Programme begonnen werden können. Es wurden mehrere internationale Anstrengungen unternommen, um existierende und neue Technologien für die Minenräumung zu testen und zu bewerten, besonders in der EU, den Vereinigten Staaten, Kanada und Japan.
Offiziell galt vor dem 1. Oktober 2001 aufgrund der „International Standards for Humanitarian Mine Clearance Operations“ 1997 Standard, eine Räumquote für die Handentminer von 99,6 % bis zu einer Tiefe von 200 mm als ausreichend. Da im Regelfall aber die Anzahl der gesamt verlegten Minen unbekannt ist, ist eine wirksame Kontrolle dieser Räumquote selten möglich. Seitdem beschreiben die „International Mine Action Standards“ (IMAS) Edition 2 das Ziel, alle Minen zu räumen oder unschädlich zu machen.
Die einzige Methode, um die International Mine Action Standards einzuhalten, ist meist nur die manuelle Aufspürung und Entfernung von Minen. Dies ist allerdings relativ langsam, teuer und gefährlich. Neue Technologien werden eventuell sicherere Alternativen schaffen.

## Minenortung

### Manuell

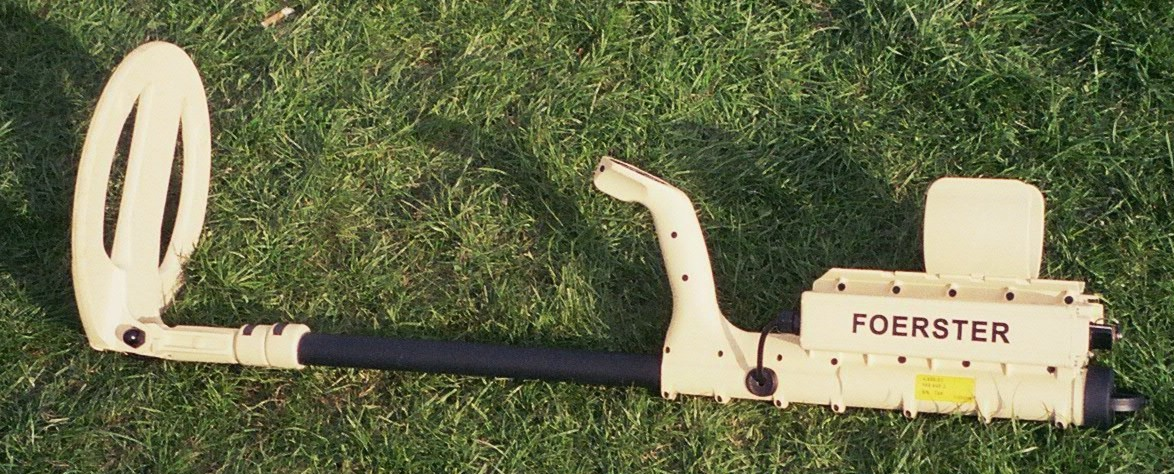
Foerster Minex 2FD 4.500: Metalldetektor, welcher von der französischen Armee genutzt wird.

Die am meisten angewandte Methode ist die manuelle Suche mit Metalldetektoren samt Minensuchnadel. In einem ersten Schritt wird ein Gebiet mit einem Metalldetektor abgesucht, der sensibel genug ist, um eine möglichst große Anzahl Minen aufzuspüren. Dabei wird in Kauf genommen, dass auf eine Mine etwa tausend Fehlanzeigen kommen. Stellen, an denen Metall angezeigt wird, werden vorsichtig untersucht, um festzustellen, ob eine Mine vorhanden ist. Die Minensuche darf erst weitergehen, wenn der metallische Gegenstand, der die Detektormeldung ausgelöst hat, gefunden worden ist. Plastikminen, in denen kein Metall enthalten ist, können mit dieser Methode jedoch nicht aufgespürt werden.

### Tiere
Zunehmend kommen auch Tiere zum Einsatz. Es gibt Minenspürhunde (speziell trainierte Sprengstoffspürhunde), die in Landminen enthalte Sprengstoffe wie TNT aufspüren können. Minenspürhunde werden in einigen Ländern eingesetzt. Von der belgischen NGO Apopo werden auch speziell auf den Geruch von Sprengstoff dressierte Riesenhamsterratten eingesetzt.
Die US Navy benutzt unter anderem Seelöwen und Delfine, um Seeminen aufzuspüren.

## Minenräumung
Es gibt verschiedene Räummethoden, die sich in der Verfügbarkeit, der Geschwindigkeit und der Genauigkeit der Räumung unterscheiden. In der Regel kommt nicht nur eine Methode zum Einsatz, sondern eine Kombination. Beim Überwinden der Minenfelder im Zweiten Golfkrieg wurde oft zuerst eine pyrotechnische Räumung mittels Sprengschnur, dann eine mechanische Räumung mittels Pflug und dann zur Bestätigung mit einem Walzensystem durchgeführt. Abschließend suchten Pioniere die Gasse manuell und steckten sie für die Fahrer der nachfolgenden Fahrzeuge erkennbar ab.

### Manuell
Nachdem eine Mine geortet worden ist, wird diese per Hand entschärft oder vor Ort gesprengt. Zur Entschärfung wird das Erdreich vorsichtig abgetragen und so die Mine freigelegt. Die Entschärfung erfolgt dann in der Regel per Hand, indem der Entschärfer den Zünder unschädlich macht. Dabei kann eine maschinelle Vorbereitung des Geländes für die Handentminer erfolgen, mit der Strauchwerk, Büsche und Gräser oberhalb des Bodens durch „Vegetation Cutter“ abgemäht werden. Bei nicht handhabungssicheren Minen oder Minen mit Aufhebeschutz werden diese durch Sprengung am Fundort mit einer Schlagladung zerstört.

### Mechanische Räumung

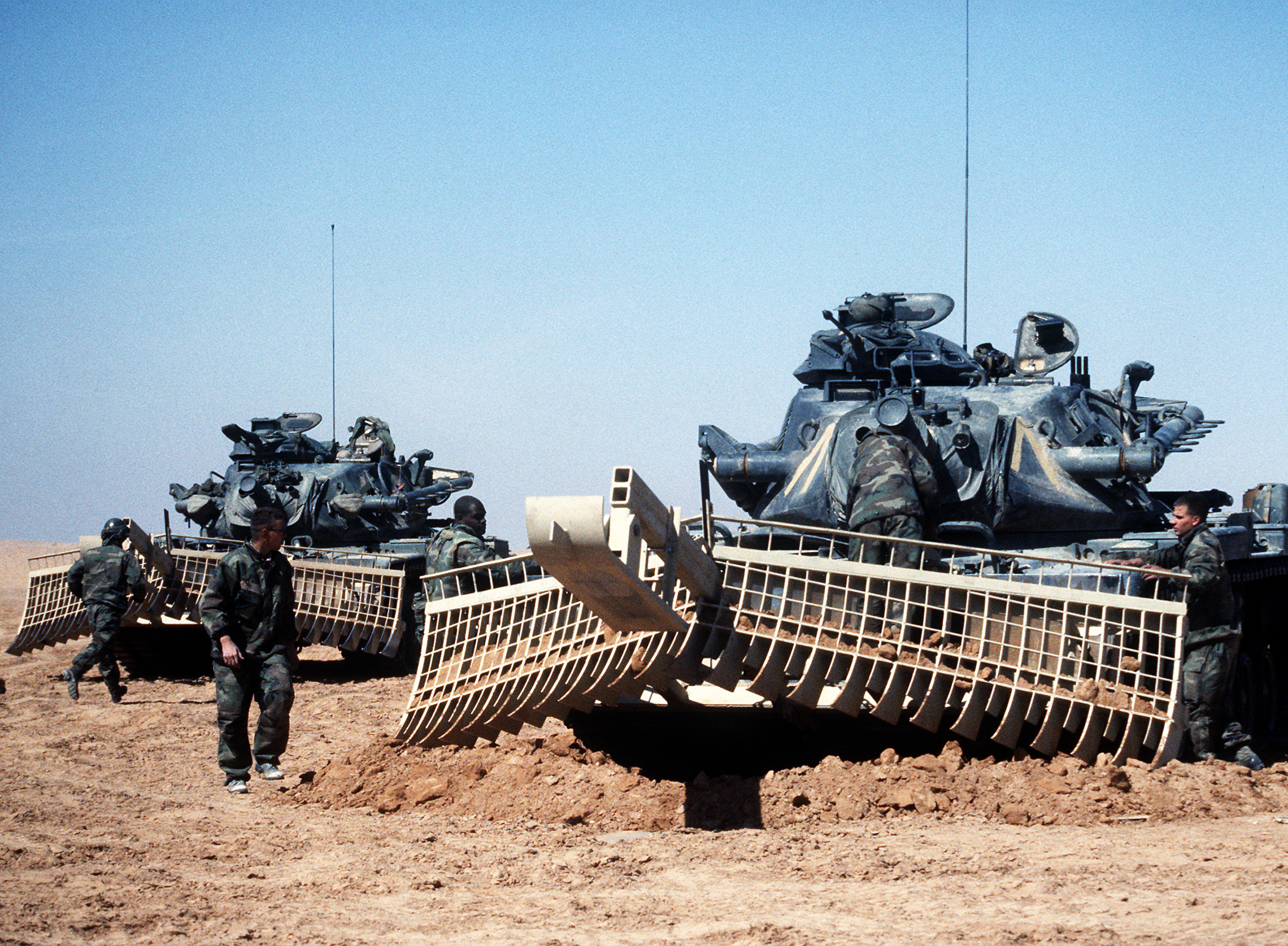
Fahrzeug der US-Army mit Pflug-System

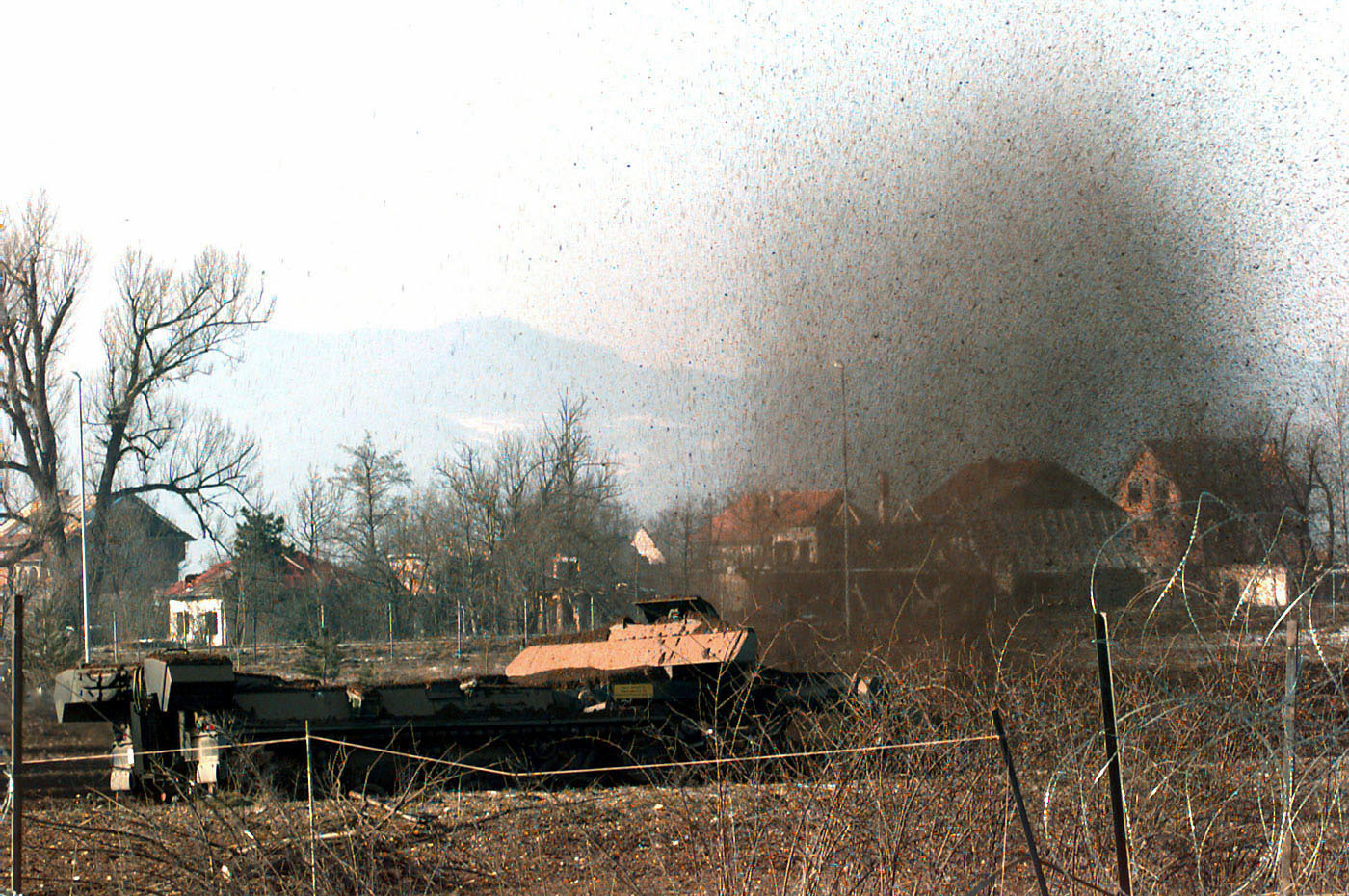
Minenräumpanzer Keiler im Räumeinsatz während des SFOR-Einsatzes in Bosnien-Herzegowina

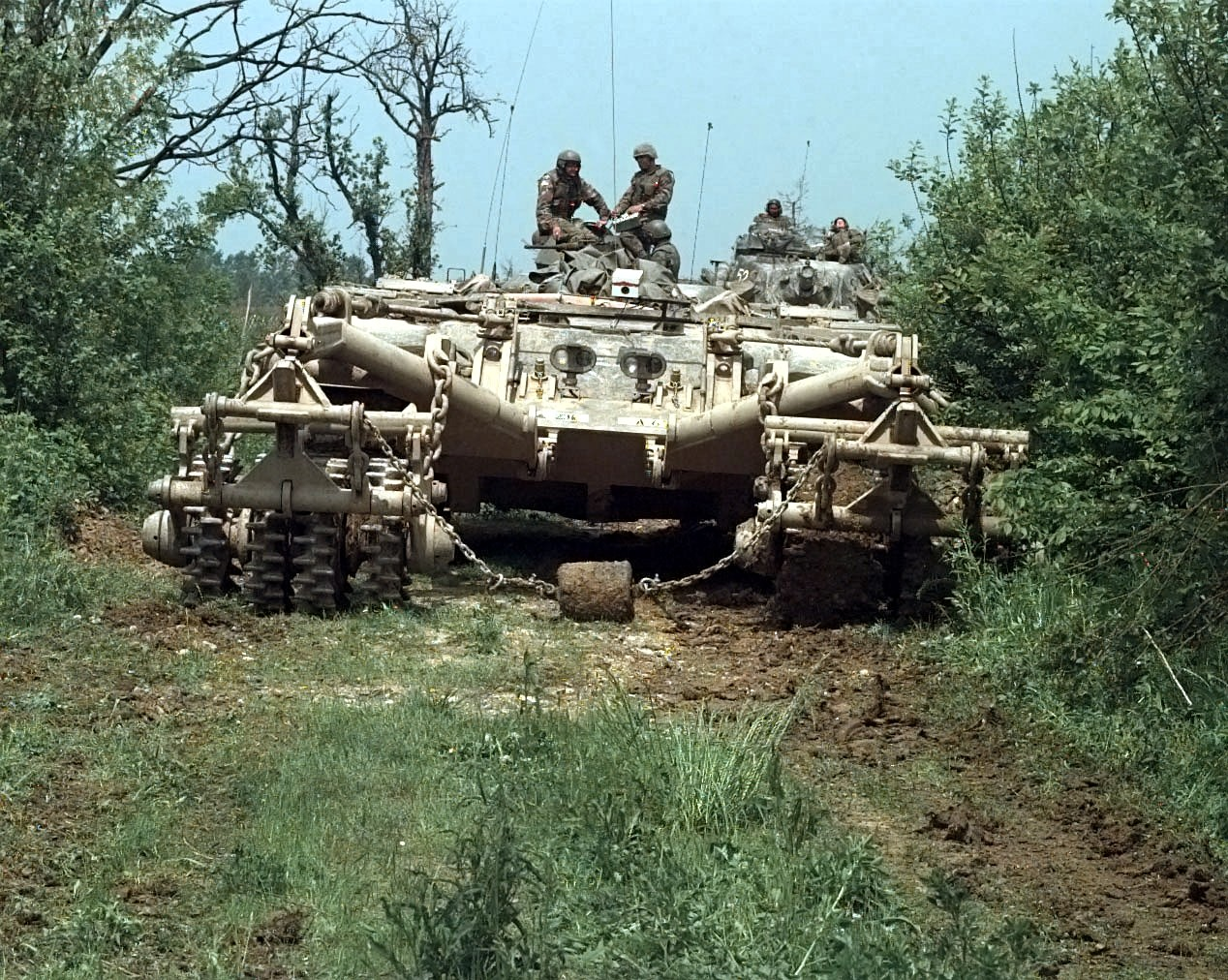
Fahrzeug der US-Army mit Walzensystem

Der tatsächliche Gegensatz zur manuellen Minenräumung ist die „voll-mechanische Minenräumung“, bei der der Mensch nicht mehr unmittelbar am Ort der höchsten Gefahr arbeiten muss, sondern die gefährliche Arbeit von Maschinen ausführen lässt.
Speziell entwickelte Maschinen kombinieren effektiv die Minenerkennung sowie die Minenentfernung in einem Vorgang. In der Vergangenheit wurden die Maschinen sowohl für den humanitären Einsatz als auch für die militärische Säuberung genutzt. Diese Maschinen können benutzt werden, um Land zu durchkämmen, in welchem Minen vermutet werden, oder als eine zusätzliche Sicherheitsmaßnahme, nachdem das Gebiet bereits nach einer anderen Methode, beispielsweise mittels Hunden, gesäubert wurde.
Diese Maschinen sind speziell aufgebaut: Der Fahrer befindet sich hinter einem massiven Schutzschild oder die Maschine wird ferngesteuert. Mit dieser Maschine wird dann das Minenfeld durchkämmt. Die Maschine selbst ist so robust gebaut, dass diese eventuelle Detonationen ohne größere Schäden übersteht.
Man unterscheidet folgende Räumungsmethoden:
Pflug-System
Eine Methode ist es, Minenpflüge an der Vorderseite herkömmlicher Panzer oder anderer Fahrzeuge zu montieren, wie z. B. beim auf dem US-amerikanischen M1 Abrams basierenden Assault Breacher Vehicle (ABV). Diese Fahrzeuge arbeiten aber nicht perfekt, denn einige Minen detonieren nicht und werden in der Mechanik nicht oder nur leicht beschädigt, weshalb eine manuelle Nachräumung vor der Freigabe eines Geländes weiterhin nötig ist.
Flegel-System
An einem drehbaren Zylinder sind Kettenstücke befestigt. Der Zylinder dreht sich schnell. Die Ketten peitschen gegen den Boden und bringen die Minen zur Explosion. Es besteht dabei die Gefahr der Teilbeschädigung und des Eindrückens von Minen in größere Tiefe. Bei der zivilen Minenräumung kann eine Flegelfräse immer nur die Räumung von Hand vorbereiten. Es gibt Landminen, die mit einer Flegel-Fräse nicht ausgelöst werden können. Beispiele für Flegelfräsen: Keiler, Digger D2.
Walzensystem
Vor dem Fahrzeug werden schwere Minenwalzen befestigt, die in der Fahrspur liegende Minen auslösen sollen.
Bodenfräse
Hierbei wird der Erdboden bis zu einer gewissen Tiefe (20 cm – 1 m) umgegraben und zerkleinert. Minen werden dabei regelmäßig gezündet, Blindgänger und Hindernisse (Büsche, Wurzeln, Steine) zerkleinert. Im Gegensatz zum Pflug wird der Boden nicht nur an mehreren Punkten durchpflügt, sondern im ganzen Volumen verarbeitet.
Magnetsystem
Es wird oft in Verbindung mit Minenwalzen oder Minenpflügen eingesetzt. Durch vor dem Fahrzeug angebrachte Elektromagnete wird ein Feld erzeugt, das Magnetzünder vorzeitig auslösen soll.
Auch eine Entschärfung per ferngesteuertem Roboter ist denkbar, in armen Ländern aber nicht realistisch. Es gibt Pläne zum Einsatz von vielen kleinen, billigen, autonom agierenden Robotern, welche die Minen zur Detonation bringen sollen. Dieses Projekt ist aber noch nicht in die Praxis umgesetzt worden und würde auch weiterhin eine manuelle Nachräumung verlangen.
Massoud Hassani hat 2012 Mine Kafon designt, eine Laufkugel gebildet aus Bambusstacheln mit gefederten Tellern als Füßen. Das Gebilde mit 2 m Durchmesser rollt in der Ebene alleine vom Wind angetrieben, während ein GPS-Datenlogger im Kern die überstrichene Spur registriert und über GPRS nach außen kommuniziert.

### Pyrotechnische Räummethoden

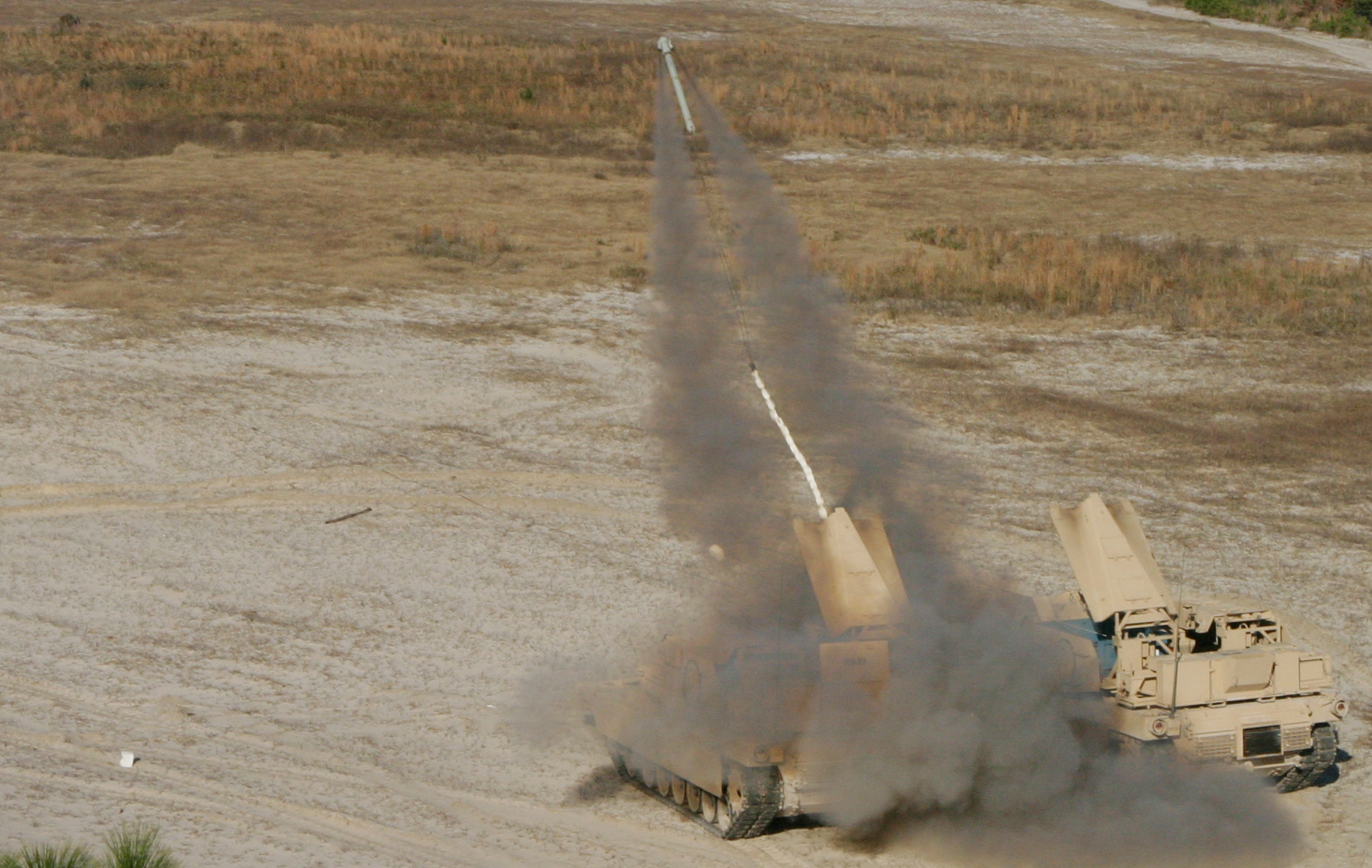
M1 Assault Breacher Vehicle

Eine schon vor dem Ersten Weltkrieg entwickelte Methode ist die Stabbombe Bangalore. Die Druckwelle der Explosion zündet benachbarte Minen und bildet so eine schmale, minenfreie Gasse.
Das Prinzip wurde zur Minenräumschnur weiterentwickelt, bei dem eine Sprengschnur mithilfe einer Rakete in das Minenfeld geschossen wird und dann eine Gasse sprengt. Die US-Army benutzt das M58 MICLIC-System (MIne Clearing LIne Charge), die Russische Armee das UR-77, die Britische Armee das Python Minefield Breaching System und die Norwegische das APOBS (Anti Personnel Obstacle Breaching System) von Nammo.
Es gibt allerdings schon seit längerer Zeit Landminen, die gegen Impulsbelastungen unempfindlich sind wie die in Italien produzierten Typen VS-MK2 oder MAUS oder die im ehemaligen Jugoslawien hergestellte PMA-3.
Neuere Entwicklungen nutzen die starke Sprengwirkung von Aerosolbomben, die mit Raketen in das zu räumende Gebiet geschossen werden.

### Sonstige Räummethoden

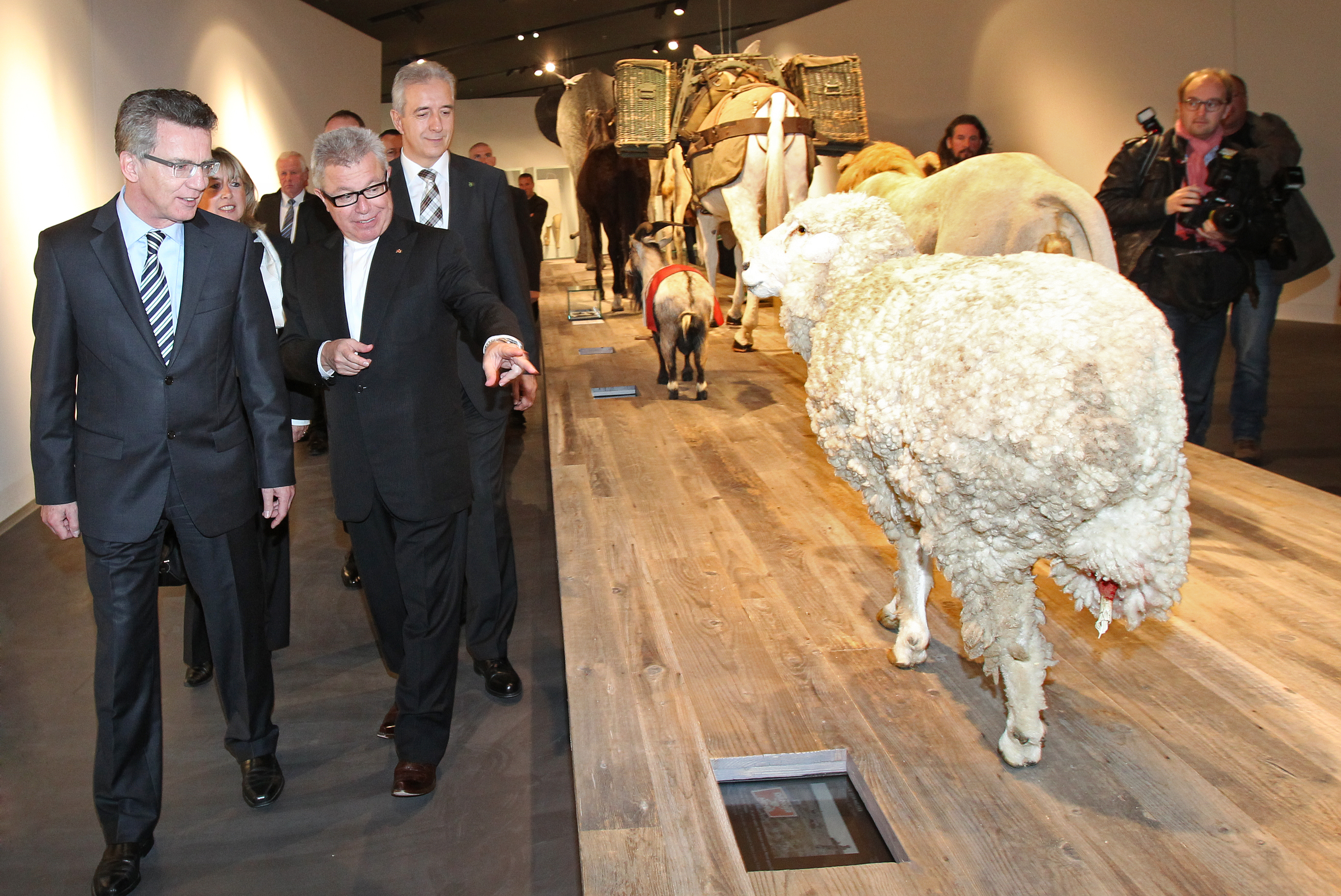
Zur Minenräumung eingesetztes Schaf im Militärhistorischen Museum der Bundeswehr

Auch der Einsatz von Tieren (z. B. Schafen) als Minenauslöser wurde in einigen Ländern, etwa auf den britischen Falklandinseln oder den Kriegsgebieten im ehemaligen Jugoslawien, zur Minenräumung praktiziert.
- Minen können mit einem Verfahren für expandierende Schäume mittels Mehrkammer-Kunststoffbehältern fixiert werden. Dadurch ist der weitere Umgang mit den Minen gefahrlos durchzuführen, da ein Auslösen der Mine durch die Blockade der Auslösemechanismen wirksam verhindert wird.[16]
- Ferngezündete Verbrennung des Sprengstoffes: Wenn es möglich ist, ist es besser den Sprengstoff zu verbrennen, ohne eine Detonation zu provozieren. Man lässt das in den Minen vorhandene TNT mit Diethylentriamin reagieren, um Hitze zu erzeugen. Die Verbindung, die bei dieser Reaktion entsteht, kann nun ohne Detonation verbrennen.[17] Es wurde berichtet, dass dieses Amin mit TNT, Tetryl, Composition B, sowie weiteren auf TNT basierenden Sprengstoffen hypergolisch ist. Allerdings reagiert es nicht in dieser Form mit auf Hexogen oder Nitropenta basierten Sprengstoffen. Andere stickstoffhaltige organische Ligande (z. B. Pyridin, Diethylamin und Pyrrol) sind bekannt dafür, mit TNT hypergolisch zu sein.[18]
- Die Mine wird unter Feuer gesetzt, während eine große Detonation verhindert wird. Dies kann realisiert werden, indem man Löcher in die Mine schneidet, ohne den Inhalt explodieren zu lassen.[19]

## Persönliche Schutzausrüstung

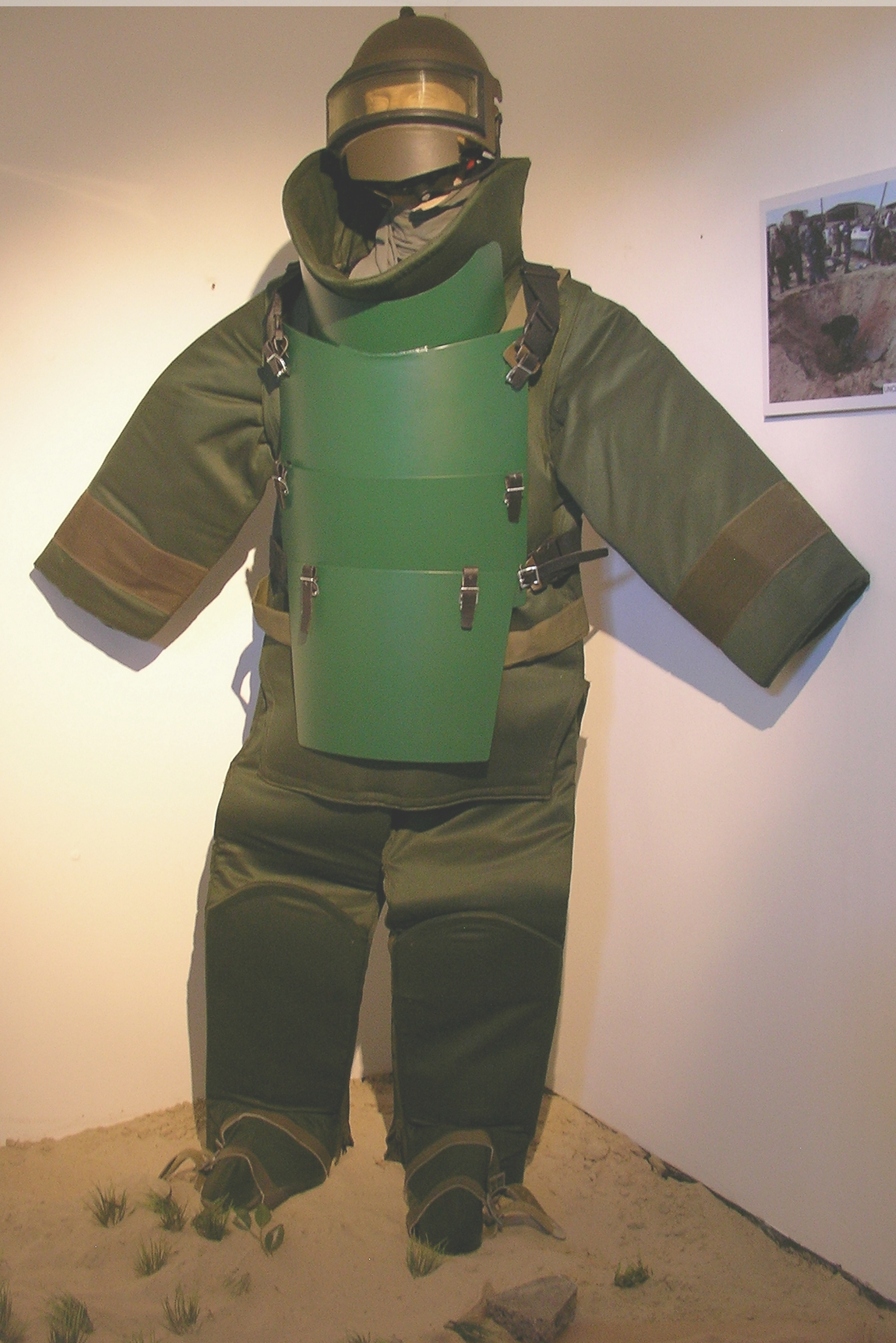
Minenräumanzug

Personen, welche Minenräumungen durchführen, sind mit einer Persönlichen Schutzausrüstung ausgestattet. Diese besteht aus Helmen, Visieren, gepanzerten Handschuhen sowie einer schusssicheren Weste. Diese Spezialausrüstung stellt einen hohen Schutz gegenüber Antipersonenminen dar.

## Sich in der Entwicklung befindende Erkennungsmethoden

### Erweiterte elektromagnetische Methoden

#### Bodendurchbrechendes Radar
Konventionelle Metalldetektoren beruhen auf elektromagnetischen Frequenzen im Bereich von 10 bis 100 kHz, welche nicht sensibel genug sind, um Holz- oder Plastikminen zu entdecken. Der einzige Teil solcher Minen, den man mit konventionellen Detektoren entdecken kann, ist der Zünder, da er geringe Mengen an Metall enthält. Wesentlich höherfrequente Signale (im 1-GHz-Bereich) werden im bodendurchbrechenden Radar eingesetzt. Diese Signale sind sensibel genug, um auch nichtmetallische Teile der Mine erkennen zu können. Diese Technik ist allerdings so sensibel, dass sie selbst bei Baumwurzeln und Steinen anschlägt. Somit ist die Abgrenzung zwischen Minen und harmlosen Gegenständen sehr schwierig.

#### Doppelsensor
Ein Hybridsensor, welcher sowohl Bodenradar als auch den Metalldetektor beinhaltet, wird von einigen Firmen und Forschungsorganisationen entwickelt.

#### Infrarot
Abwurfminen, hauptsächlich Schmetterlingsminen, bleiben auf der Oberfläche liegen. Da sie in der Regel kaum Metall enthalten, können sie nicht herkömmlich mit einem Metalldetektor gefunden werden. Ein Ansatz, diese Minen trotzdem aufzuspüren, basiert auf Infrarotstrahlung. Die Minen erwärmen und kühlen sich anders ab als der Rest der Umgebung. Diese Wärmeunterschiede lassen sich nach Sonnenaufgang und nach Sonnenuntergang mit einer sensiblen Infrarotkamera aus der Luft erkennen.

### Biologische Entdeckung

#### Honigbienen
Studien der University of Montana ergaben 2018, dass Honigbienen mit minimalem Training dazu benutzt werden können, Landminen mit einer höheren Erkennungsrate zu entdecken als Hunde oder Ratten.

#### Pflanzen

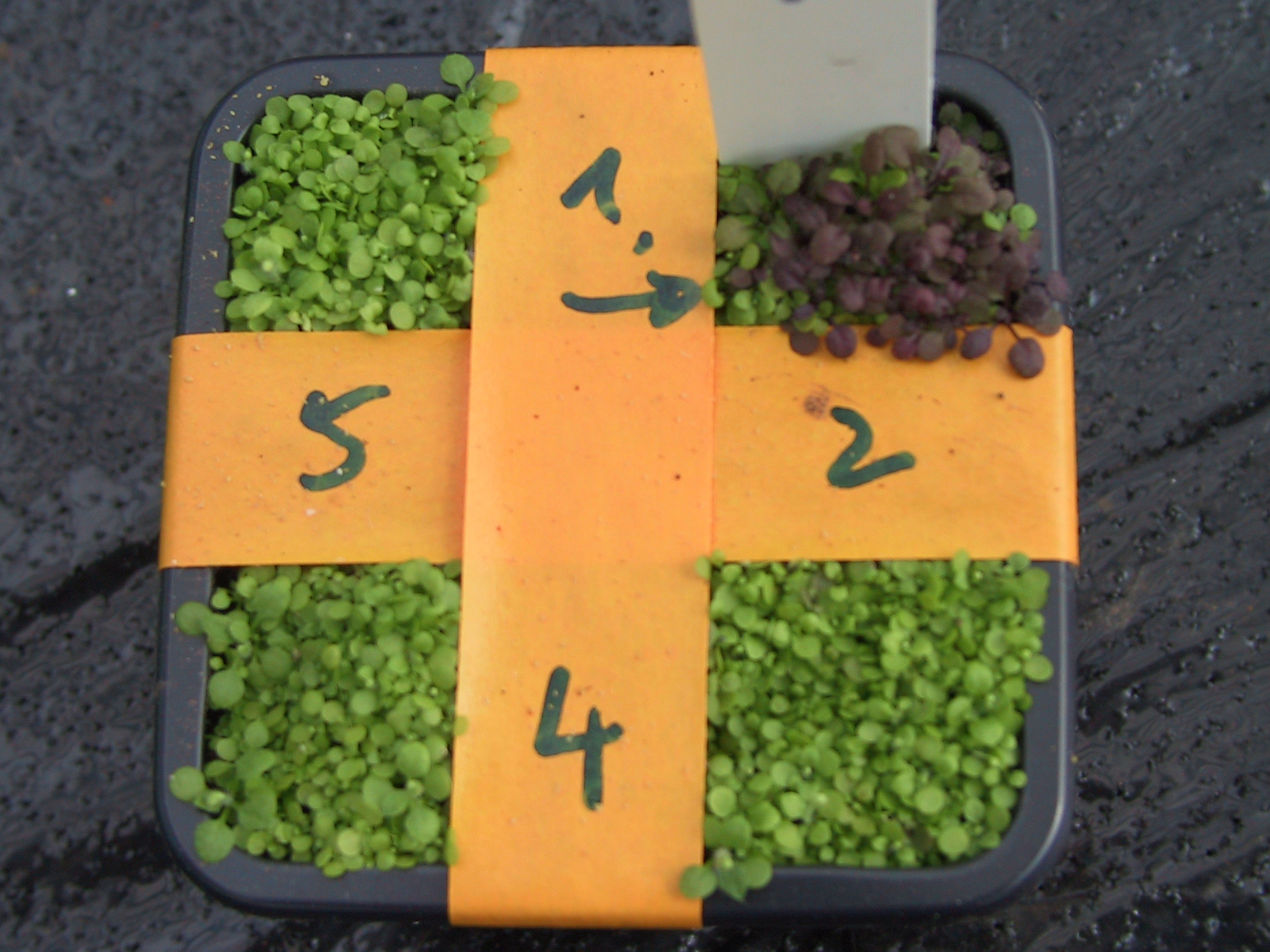
Rotgefärbte Blätter als Reaktion auf Stickstoffdioxid

Viele Pflanzen zeigen unter bestimmten Umweltbedingungen und im Herbst eine deutlich erkennbare Rotfärbung der Blätter, die durch die Bildung von Anthocyanen verursacht wird. Die für die Synthese dieser Farbstoffe verantwortlichen Gene sind die meiste Zeit des Jahres inaktiv. Eine dänische Biotechfirma hat Pflanzen der Acker-Schmalwand (Arabidopsis thaliana) gentechnisch so verändert, dass diese Rotfärbung durch das Gas Stickstoffdioxid (NO2) ausgelöst wird, wenn die Wurzeln diesem drei bis fünf Wochen ausgesetzt waren. NO2 entsteht unter anderem als Abbauprodukt von Sprengstoffen wie TNT. Die Arbeitsgruppe entwickelt ein Verfahren, um die Samen schnell und sicher mit einem Zerstäuber verteilen zu können. Um eine unbeabsichtigte Ausbreitung zu verhindern, wurde ein wichtiges Wachstumsgen ausgeschaltet, so dass die Pflanze nur bei Anwesenheit eines speziellen Düngers gedeihen kann. Ein Einsatz in trockenem Klima oder bei Anwesenheit anderer schnell wachsender Pflanzen (Überwucherung) ist nicht möglich. Ein weiteres Problem dieser Detektionsmethode kann die natürliche Anwesenheit von NO2 im Boden darstellen.

#### Bakterien
Der Bakterienstamm E. coli K12 kann genetisch so manipuliert werden, dass er unter ultraviolettem Licht fluoresziert, wenn 2,4-Dinitrotoluol auf das Bakterium einwirkt. 2,4-DNT kommt typischerweise in TNT-haltigen Sprengmittelmischungen in geringer Konzentration vor oder akkumuliert beim Altern der Mine durch Zersetzung des TNT. 2,4-DNT besitzt einen höheren Dampfdruck als TNT (0,02 Pa gegenüber 0,0037 Pa bei 25 °C) und kann somit auch durch das Erdreich hindurch diffundieren. 2,4-DNT wird vom Bakterium metabolisiert und dessen Abbauprodukte induzieren die Produktion von GFP oder einer Luciferase. Während die Fluoreszenz des GFP angeregt werden muss, emittiert die Luciferase in Anwesenheit von Sauerstoff türkisfarbenes Licht durch Biolumineszenz. In Versuchen, in denen solche Bakterien über simulierte Minenfelder verteilt wurden, wurden die Minen erfolgreich lokalisiert. In der Praxis könnten so schnell große Flächen verschiedener Bodenbeschaffenheiten untersucht werden. Allerdings können auch diese Bakterien saubere Flächen als vermint kennzeichnen. Des Weiteren sind diese Bakterien bei normalem Tageslicht nicht sichtbar. Auch taucht hier das Problem auf, dass nur das TNT angezeigt wird. Andere, auch benutzte Sprengstoffe werden mit dieser Methode nicht angezeigt.

### Kernphysikalische Entdeckung
Mit anderen Materialien verglichen sind die meisten in Landminen verwendeten Sprengstoffe stickstoffreich. Es ist mit Hilfe einer Neutronenquelle möglich, Stickstoffansammlungen auch unter der Erdoberfläche mittels der Kernreaktion 14N(n,γ)15N zu finden, da das entstehende Isotop 15N eine gut messbare Gammastrahlung abgibt.

### Akustische Entdeckung
Es ist möglich, Landminen zu entdecken, indem man Schallwellen auf das Minengebiet richtet, welche die Landminen zum Vibrieren bringen. Mit einem Laser kann der Boden nun auf Erschütterungen untersucht und dadurch die Minen gefunden werden. Solche Geräte werden z. B. an der University of Mississippi sowie am Massachusetts Institute of Technology entwickelt.